# Crkva sv. Marka Križevčanina u Zagrebu
Crkva sv. Marka Križevčanina, katolička je crkva posvećena trećemu hrvatskome svecu, Svetome Marku Križevčaninu. Nalazi se na Selskoj cesta 91, u zagrebačkom naselju Trešnjevka, unutar gradske četvrti Trešnjevka – sjever. Građena je 1940. i 1941. godine. Crkva je zaštićeno kulturno dobro Republike Hrvatske.

## Opis dobra
Crkva je građena prema projektu arhitekta Marijana Haberlea. Oblik parcele uvjetovao je longitudinalni tlocrt građevine s ulaznim trijemom i otvorenim zvonikom izrazito modernističkog oblikovanja. Tradicionalni tlocrt sakralnih građevina skladno je združen u cjelinu s nizom modernih elemenata, vidljivih kako u konstrukciji tako i u samom oblikovanju. Crkva je izuzetno vrijedan primjer moderne sakralne arhitekture u Hrvatskoj.
Radove je izvodio župljanin ing. Josip Čorko. Kamen temeljac nove crkve postavio je nadbiskup Alojzije Stepinac 23. lipnja 1940. godine, u spomen 1.300 godina pokrštenja Hrvata. Gradnja crkve je okončana pred Božić, prvo misno slavlje održane je 21. prosinca 1941. godine, uz blagoslov i vođenje blaženika nadbiskupa Alojzija Stepinca.

## Galerija
- Bočno pročelje
- Pogled s ulaza
- Pogled prema koru i izlazu
- Mozaik i vitraji
- Mozaik